# BIOS
BIOS (Basic Input/Output System, sistema bàsic d'entrada/sortida). És el primer programa que s'executa en un ordinador quan s'engega. La seva funció principal és la de carregar i inicialitzar el sistema operatiu. Quan l'ordinador s'engega, la primera cosa que fa el BIOS és inicialitzar i identificar els dispositius, com ara el teclat, la targeta gràfica, el lector de CD, i tot el maquinari.
El BIOS és un firmware present en els ordinadors que conté les instruccions més elementals perquè puguin funcionar adequadament, podent incloure rutines bàsiques de control dels dispositius.
El firmware o programació en ferm només és un conjunt d'instruccions gravades en una memòria de només lectura o ROM. Estableixen la lògica de més baix nivell, per a poder controlar els circuits electrònics d'un dispositiu qualsevol. Se'l considera un híbrid entre el programari i el maquinari: com que és a la part electrònica de l'ordinador pertany al maquinari, però alhora també és programari, perquè està fet amb un llenguatge de programació, el llenguatge d'assemblador.

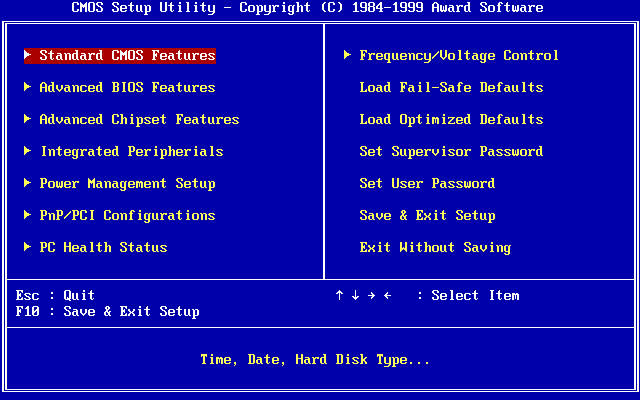
Pantalla de configuració d'una BIOS Award

El BIOS és un petit programa, que normalment és a un xip ROM (PROM, EPROM, CMOS, o Flash) que és a alguns circuits impresos, principalment plaques base o controladors SCSI. Normalment, està fet amb el llenguatge d'assemblador. A més, controla l'engegada de l'ordinador, i fa la comprovació i detecció inicial de dispositius o POST (Power On Self Test).
El xip BIOS també permet modificar alguns dels seus paràmetres mitjançant una interfície d'usuari. Per exemple, configurar el maquinari, configurar el rellotge del sistema, habilitar o deshabilitar dispositius… uns paràmetres que abans s'havien de definir al circuit imprès mitjançant jumpers.
La feina principal del BIOS és establir uns mètodes d'entrada-sortida estàndards per als perifèrics i els dispositius. Fa que qualsevol sistema operatiu els pugui fer funcionar sense haver d'adaptar-s'hi.

## Història
L'acrònim BIOS va ser inventat per Gary Kildall i va aparèixer per primera vegada el 1975 al sistema operatiu CP/M. Descrivia la part específica del CP/M que interactua amb el maquinari (en general, una màquina de CP/M només té una simple engegada a la seva ROM).
Les versions de MS-DOS o PC DOS contenen un arxiu que es diu: IO.SYS, IBMBIO.COM, IBMBIO.SYS, o DRBIOS.SYS. Aquest arxiu es coneix com el BIOS DOS o Sistema I/O DOS, i conté la part de maquinari específic de baix nivell del sistema operatiu. És independent del BIOS que hi ha a la memòria ROM, i representa l'anàleg al CP/M BIOS.
A unes altres classes d'ordinadors, es fan servir els termes monitor d'engegada, gestor d'engegada, i ROM d'engegada. Alguns equips basats en PowerPC i Sun tenen l'Open Firmware.
Amb la introducció de les màquines PS/2, IBM va dividir el sistema BIOS en porcions en manera real i manera protegida. La porció de manera real estava destinada a proporcionar retrocompatibilitat amb els sistemes operatius com DOS i, per tant, va ser anomenat CBIOS (per a compatibilitat del BIOS), mentre que l'ABIOS (per Advanced BIOS) proporcionava noves interfícies adaptades específicament per a sistemes operatius multitasca com el OS/2.
Hi ha algunes alternatives a la funcionalitat del legacy BIOS al món x86: Extensible Firmware Interface, Open Firmware (usat en la OLPC XO-1), i Coreboot.

## Funcionament

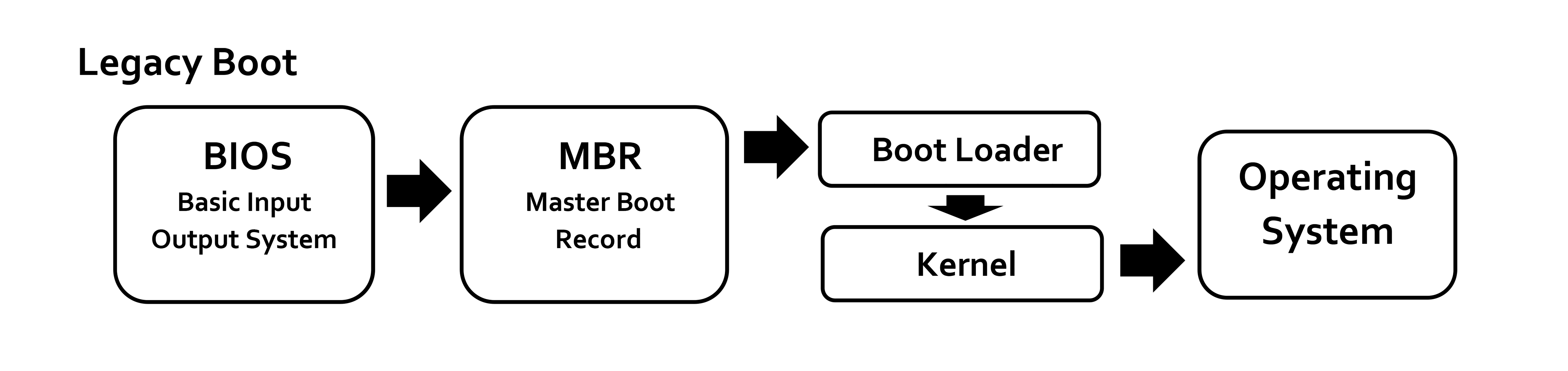
Procés d'engegada

Quan es reinicia el processador x86, es carrega el comptador de programa amb una adreça fixa en la part superior de l'espai d'adreçament en manera real d'1 megaoctet. L'adreça de la memòria de la BIOS està situat de tal manera que s'executarà quan l'equip s'engega primer. Llavors, una instrucció de salt dirigeix el processador per iniciar l'execució de codi en el BIOS. Si el sistema acaba de ser engegat o el botó de reinici va ser pressionat (engegada en fred), s'executa completament l'autoprova d'engegada (POST). Si es va iniciar Ctrl+Alt+Supr ("engegada en calent"), es detecta un valor d'indicador especial en la memòria no volàtil (NVRAM) i el BIOS no s'executa el POST. Això estalvia el temps utilitzat d'una altra manera per detectar i provar tota la memòria. La NVRAM està en el rellotge en temps real (RTC).
L'indicador de proves d'autodiagnòstic, identifica i inicialitza els dispositius del sistema, com la CPU, la RAM, interruptors i controladors DMA i altres parts del chipset, targeta de vídeo, teclat, unitat de disc dur, unitat de disc òptic i un altre maquinari bàsic. El BIOS troba el programa d'engegada, a un disc dur, un disquet, CD o DVD. Carrega i executa aquest programa, donant-li el control del WC
. Aquest procés es coneix com a engegada o seqüència d'engegada.

## Actualització Firmware
Per a una referència de placa base el fabricant pot publicar diverses revisions del BIOS, en les quals se solucionen problemes detectats en els primers lots, es codifiquen millors controladors o es dona suport a nous processadors.
L'actualització d'aquest firmware pot ser realitzat amb algun programa per cremar una nova versió directament des del sistema operatiu, els programes són propietaris de cada companyia desenvolupadora del firmware i en general poden aconseguir-se en internet al costat del BIOS pròpiament dit.
L'actualització del BIOS és percebuda com no eximeix de riscos, atès que una fallada en el procediment condueix al fet que la placa base no s'engega. A causa d'això alguns fabricants usen sistemes com el bloqueig d'engegada, que és una porció de BIOS que està protegida i que no és actualitzable, a diferència de la resta del firmware.

## Overclocking

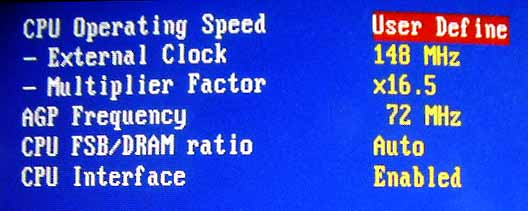
Configuració de BIOS d'un AMD Athlon XP forçat en una targeta mare ABIT NF7-S. La freqüència del Front side bus (rellotge extern) ha augmentat de 133 MHz a 148 MHz, i el factor del multiplicador del rellotge ha canviat de 13,5 a 16,5.

Alguns xips de BIOS permeten el overclocking, una acció en el qual la CPU s'ajusta a una velocitat de rellotge més alta que el seu ajust de fàbrica. De manera previsora, és altament recomanable realitzar la implementació d'un sistema de refrigeració i control de temperatura correcte i confiable que asseguri la preservació de la integritat estructural dels components electrònics que seran afectats per l'acció de l'overclocking, incloent-hi la protecció de components com el bus, xips i múltiples dispositius electrònics addicionals, considerant la regla de proporcionalitat descrita com l'Efecte Joule: "la quantitat de calor produïda per un filferro (conductor elèctric), és proporcional al quadrat del corrent que passa a través del filferro conductor, multiplicat per la resistència elèctrica d'aquest." El overclocking podria comprometre seriosament la fiabilitat del sistema en ordinadors insuficientment refrigerats i provocar la reducció de la vida útil dels seus components. En cas de fer-se correctament, l'overclocking pot assegurar la integritat estructural i increment en el rendiment dels components electrònics en la placa base, d'una altra manera podria ocasionar el sobreescalfament dels components i la seva autodestrucció instantània.

## Firmware en targetes adaptadores
Un sistema pot contenir diversos xips amb firmware BIOS a més del que existeix en la placa base: targetes de vídeo, de xarxa i unes altres carreguen trossos de codi en la memòria (amb ajuda del BIOS principal) que permet el funcionament d'aquests dispositius.

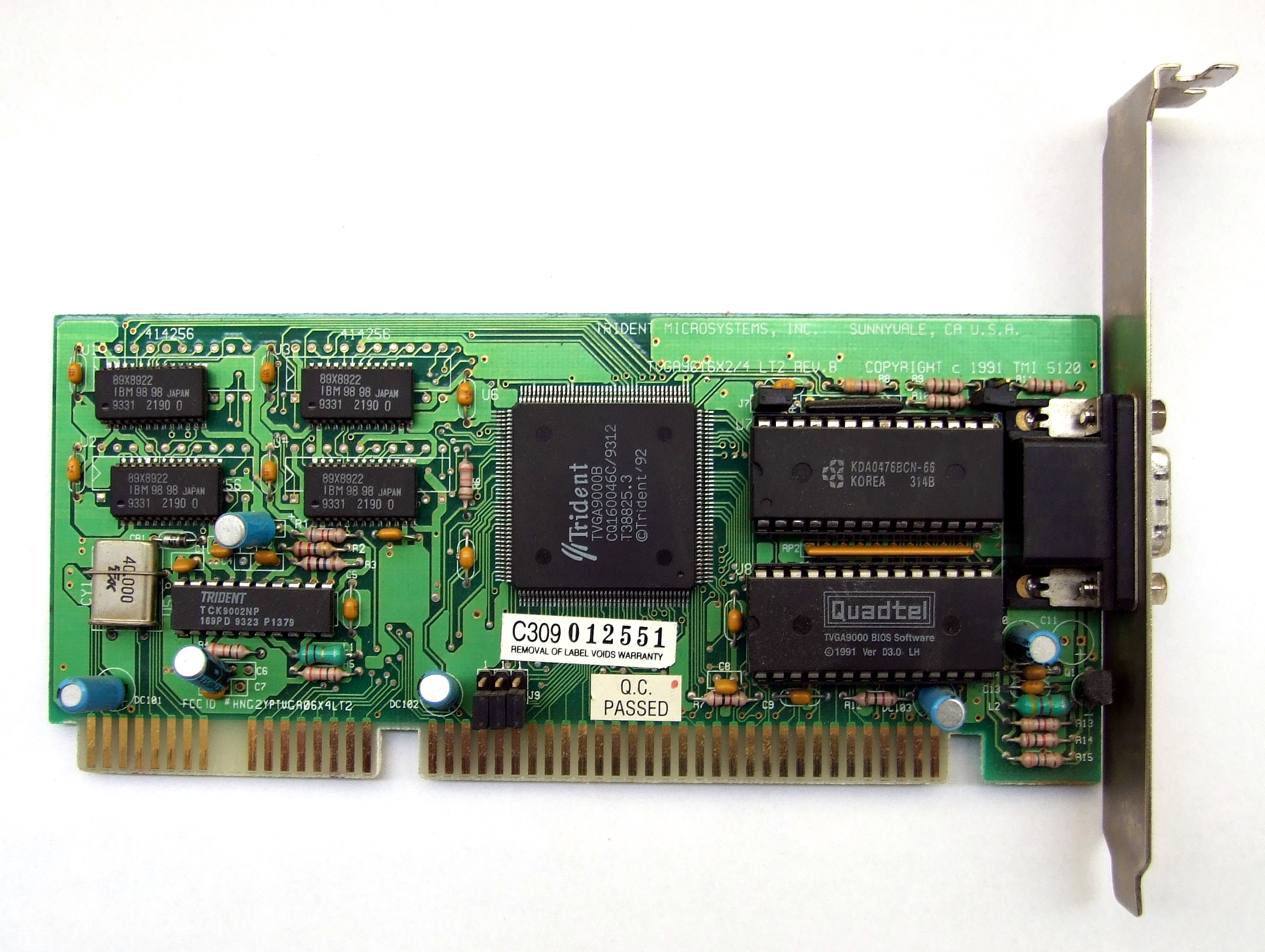
La BIOS de video és visible com un integrat separat.

### Targetes de vídeo
A diferència d'altres components del sistema, la targeta de vídeo ha de funcionar des de l'engegada inicial, molt abans que qualsevol sistema operatiu es carregui en la memòria RAM: en els sistemes amb vídeo integrat, el BIOS de la placa base conté les rutines necessàries per fer funcionar el vídeo de la placa.
Els primers ordinadors (que no posseïen vídeo integrat) tenien BIOS capaços de controlar qualsevol targeta adaptadora MDA i CGA. En 1984 quan van aparèixer sistemes nous com l'EGA va ser necessari afegir una BIOS de vídeo per mantenir la compatibilitat amb aquests sistemes que no tenien les rutines de maneig per al nou estàndard; des d'aquesta època les targetes de vídeo inclouen un firmware propi.
El BIOS d'aquestes adaptadores proveeix eines bàsiques per manejar el maquinari de vídeo que ofereix la targeta. Quan el computador inicia, algunes d'aquestes targetes mostren en pantalla la marca d'aquesta, el model i la versió del firmware a més de la grandària de la memòria de vídeo.

## El mercat dels BIOS
La gran majoria dels proveïdors de plaques base d'arquitectura x86 deleguen a tercers la producció dels BIOS. Els fabricants solen escriure i publicar actualitzacions del firmware en les quals es corregeixen problemes o es dona compatibilitat a nous productes.
Els principals proveïdors de BIOS són American Megatrends (AMI) i Phoenix Technologies (que va comprar Award Software International el 1998).
Existeixen projectes de BIOS sota l'esquema de programari lliure, com Coreboot, que ofereixen firmware alternatiu per a unes poques referències de plaques base.

## Virus
Hi ha com a mínim tres diferents amenaces de virus diferents conegudes, de les quals dues foren creades per motius de demostració.

### CIH
Fou un virus que era capaç d'eliminar el contingut de la memòria ROM, fent el sistema informàtic inestable. Aparegué per primera vegada a mitjan 1998 i començà a ser actiu durant l'abril de 1999. Per a reparar el BIOS, la memòria Flash ROM s'havia d'extraure de la placa base i ser reprogramada. Això fou possible perquè el virus era específic per al xip de la placa base Intel i430TX, i els sistemes operatius més comuns de l'època eren els basats en la família Windows 9x, que permetia accés directe al maquinari a tots els programes.

### Black Hat 2006
Era una demostració tècnica creada per John Heasman, expert en seguretat per al congrés Black Hat Security Conference de 2006, on mostrava com es podien elevar els permisos per a llegir memòria física, utilitzant procediments que substituïen les funcions normals desades a la memòria flaix.